# 로런스 알마타데마
로런스 알마타데마 경(영어: Sir Lawrence Alma-Tadema, OM, 1836년 1월 8일 ~ 1912년 6월 25일)은 네덜란드에서 태어난 화가이다. 고대 그리스, 로마, 이집트 등 고전 고대를 주제로 한 작품을 주로 그렸다.

## 생애
프리슬란트주의 한 마을에서 태어나 벨기에의 안트베르펜 왕립예술원(Royal Academy of Fine Arts Antwerp)에서 학업을 마쳤다.
1870년에 영국으로 건너가 공민권(denizenship)을 등록하고, 이후 영국에서 주로 활동했다.

## 서훈
- 1899년 기사작위(Knight Bachelor) 서임[1]
- 1905년 메리트 훈장(Order of Merit, OM)[2]

## 같이 보기
- 존 윌리엄 고드워드